# Smoke test
Дымовой тест (англ. Smoke testing или smoke test, дымовое тестирование) — в тестировании программного обеспечения означает минимальный набор тестов на явные ошибки в основной функциональности. Дымовые тесты позволяют за короткое время определить, готова ли программа к более глубокому тестированию. В качестве дымового теста может выступать простейшая реализация (один из сценариев) пользовательской истории.

## Примеры
1. Формирование налоговой отчетности для программы бухгалтерского учета.
2. Покупка билета на выбранную дату для сайта продажи билетов.
3. Авторизация для любой программы, где она предусмотрена.

## История
Первое своё применение этот термин получил у печников, которые, собрав печь, закрывали все заглушки, затапливали её и смотрели, чтобы дым шёл только из положенных мест.
Повторное «рождение» термина произошло в радиоэлектронике. Первое включение нового радиоэлектронного устройства, пришедшего из производства, совершается на очень короткое время (меньше секунды). Затем инженер руками ощупывает все микросхемы на предмет перегрева. Сильно нагревшаяся за эту секунду микросхема может свидетельствовать о грубой ошибке в схеме. Если первое включение не выявило перегрева, то прибор включается снова на большее время. Проверка повторяется. И так далее несколько раз. Выражение «smoke-test» используется инженерами в шуточном смысле, так как появления дыма, а значит и порчи частей устройства, стараются избегать.